# 中国人民解放军军士
中国人民解放军军士，2021年10月1日前称为“士官”，是指中国人民解放军的志愿兵役制士兵，并授予相应的军士军衔。
义务兵服现役期满，根据军队需要和本人自愿，经团级以上单位批准，可以改为军士。军队根据需要，也可以直接从非军事部门具有专业技能的公民中招收军士。
中国人民解放军军士制度、军士军衔始于1988年，此后于1993年、1999年、2009年、2022年进行了数次调整。现行军士军衔为2022年确立，根据军士分级制度设置为：
- 高级军士：一级军士长、二级军士长、三级军士长
- 中级军士：一级上士、二级上士
- 初级军士：中士、下士

## 历史
1978年3月7日，第五届全国人大常委会第一次会议讨论批准了《关于兵役制问题的决定》。决定指出：“为了加速我军革命化、现代化建设，决定实行义务兵与志愿兵相结合的兵役制度。规定可以根据部队需要，本人自愿将一部分义务兵改为志愿兵，以保留技术骨干”。此事件成为中国人民解放军军士制度的雏形。
1984年5月31日，第六届全国人民代表大会第二次会议审议通过了重新修订的《中华人民共和国兵役法》。兵役法第二条规定：“中华人民共和国实行义务兵役制为主体的义务兵与志愿兵相结合、民兵与预备役相结合的兵役制度。”每位公民，都有依照法律服兵役的义务，超期服现役满5年的义务兵，根据军队需要和本人自愿可改为志愿兵，继续服现役。从此，“志愿兵”这一军士雏形被以法律的形式确立下来。1985年中国人民解放军裁军百万，中央军委决定实行士官制度，军队的76种干部职务改由志愿兵担任。
1988年通过的《中国人民解放军现役士兵服役条例》规定，现役士兵按兵役性质分为义务兵和志愿兵，志愿兵役制士兵（士官）军衔为军士长、专业军士，二者是独立平级关系。军士长是经过军事院校培训、被任命担任基层行政或者专业技术领导管理职务的士兵。专业军士是服现役满五年以上、自愿继续服现役，经批准担任专业技术工作职务的士兵。
1993年对《中国人民解放军现役士兵服役条例》进行第一次修改，将士官的两个独立平行的军衔（军士长、专业军士）各分四级。
1998年12月29日，第九届全国人大常委会第六次会议通过的新兵役法，将义务兵服役期缩短为两年，并取消了超期服役，规定士官实行分六期服役制度。1999年6月30日，国务院、中央军委发布14号令，《中国人民解放军士兵服役条例》第二次修订发布，对士官的使用范围、数量比例、激励机制、服役期限、生活待遇、安置办法等方面进行了一系列调整。此后，中国人民解放军志愿兵役制士兵称士官，“志愿兵”只在涉及兵役性质时使用。士官军衔由高到低为：六级士官、五级士官、四级士官、三级士官、二级士官、一级士官。1999年12月1日起，中国人民解放军和中国人民武装警察部队士兵正式启用新式军衔（警衔）标志，至12月底，1988年设置的士兵军衔等级和义务兵军衔中的军士、士官军衔中的专业军士、军士长的称谓自行取消。
2009年，中国人民解放军士官实行分级服现役制度，并将士官军衔由6个衔级调整为7个衔级。高级士官：一级军士长、二级军士长、三级军士长；中级士官：四级军士长、上士；初级士官：中士、下士。初级士官最高服役6年，中级士官最高服役8年，高级士官可以服现役14年以上。初级士官、中级士官在本级最高服现役年限内，按照岗位编制规定确定服现役时间。
根据兵役法第一次修订案，自2021年10月1日起，志愿役士兵由“士官”改称为“军士”。
2022年2月28日，中国全国人大常委会通过《关于中国人民解放军现役士兵衔级制度的决定》，规定军士军衔设“三等七衔”，分别为高级军士：一级军士长、二级军士长、三级军士长；中级军士：一级上士、二级上士；初级军士：中士和下士。军士军衔中，一级军士长为最高军衔，下士为最低军衔。

## 军士军衔
- 1988年
  - 军士长、专业军士
- 1993年
  - 四级军士长、四级专业军士
  - 三级军士长、三级专业军士
  - 二级军士长、二级专业军士
  - 一级军士长、一级专业军士
- 1999年
  - 六级士官
  - 五级士官
  - 四级士官
  - 三级士官
  - 二级士官
  - 一级士官
- 2009年
  - 一级军士长
  - 二级军士长
  - 三级军士长
  - 四级军士长
  - 上士
  - 中士
  - 下士
- 2022年
  - 一级军士长
  - 二级军士长
  - 三级军士长
  - 一级上士
  - 二级上士
  - 中士
  - 下士

下表列出了2022年士兵军衔在07式军服体系中的肩章标识。此外，二级军士长至下士军衔肩章，同时亦为1999年士官军衔六级至一级士官在07式军服体系中的肩章标识：
| 四等九级               | 高级军士       | 高级军士       | 高级军士       | 高级军士       | 高级军士       | 高级军士       | 高级军士       | 高级军士       | 中级军士     | 中级军士     | 中级军士     | 中级军士     | 中级军士     | 中级军士     | 中级军士     | 中级军士     | 初级军士 | 初级军士 | 初级军士 | 初级军士 | 初级军士 | 初级军士 | 初级军士 | 初级军士 | 初级军士 | 初级军士 | 义务兵     | 义务兵     | 义务兵   | 义务兵   | 义务兵   | 义务兵   | 义务兵   | 义务兵   | 义务兵 | 义务兵 |
| ---------------------- | -------------- | -------------- | -------------- | -------------- | -------------- | -------------- | -------------- | -------------- | ------------ | ------------ | ------------ | ------------ | ------------ | ------------ | ------------ | ------------ | -------- | -------- | -------- | -------- | -------- | -------- | -------- | -------- | -------- | -------- | ---------- | ---------- | -------- | -------- | -------- | -------- | -------- | -------- | ------ | ------ |
| 中国人民解放军陆军 ·   | 一级军士长     | 一级军士长     | 一级军士长     | 二级军士长     | 二级军士长     | 二级军士长     | 三级军士长     | 三级军士长     | 一级上士     | 一级上士     | 二级上士     | 二级上士     | 二级上士     | 二级上士     | 二级上士     | 二级上士     | 中士     | 中士     | 中士     | 中士     | 中士     | 中士     | 下士     | 下士     | 下士     | 下士     | 上等兵     | 上等兵     | 列兵     | 列兵     | 列兵     | 列兵     | 列兵     | 列兵     |        |        |
| 中国人民解放军陆军 ·   | 陆军一级军士长 | 陆军一级军士长 | 陆军一级军士长 | 陆军二级军士长 | 陆军二级军士长 | 陆军二级军士长 | 陆军三级军士长 | 陆军三级军士长 | 陆军一级上士 | 陆军一级上士 | 陆军二级上士 | 陆军二级上士 | 陆军二级上士 | 陆军二级上士 | 陆军二级上士 | 陆军二级上士 | 陆军中士 | 陆军中士 | 陆军中士 | 陆军中士 | 陆军中士 | 陆军中士 | 陆军下士 | 陆军下士 | 陆军下士 | 陆军下士 | 陆军上等兵 | 陆军上等兵 | 陆军列兵 | 陆军列兵 | 陆军列兵 | 陆军列兵 | 陆军列兵 | 陆军列兵 |        |        |
| 中国人民解放军海军 ·   | 海军一级军士长 | 海军一级军士长 | 海军一级军士长 | 海军二级军士长 | 海军二级军士长 | 海军二级军士长 | 海军三级军士长 | 海军三级军士长 | 海军一级上士 | 海军一级上士 | 海军二级上士 | 海军二级上士 | 海军二级上士 | 海军二级上士 | 海军二级上士 | 海军二级上士 | 海军中士 | 海军中士 | 海军中士 | 海军中士 | 海军中士 | 海军中士 | 海军下士 | 海军下士 | 海军下士 | 海军下士 | 海军上等兵 | 海军上等兵 | 海军列兵 | 海军列兵 | 海军列兵 | 海军列兵 | 海军列兵 | 海军列兵 |        |        |
| 中国人民解放军海军 ·   | 海军一级军士长 | 海军一级军士长 | 海军一级军士长 | 海军二级军士长 | 海军二级军士长 | 海军二级军士长 | 海军三级军士长 | 海军三级军士长 | 海军一级上士 | 海军一级上士 | 海军二级上士 | 海军二级上士 | 海军二级上士 | 海军二级上士 | 海军二级上士 | 海军二级上士 | 海军中士 | 海军中士 | 海军中士 | 海军中士 | 海军中士 | 海军中士 | 海军下士 | 海军下士 | 海军下士 | 海军下士 | 海军上等兵 | 海军上等兵 | 海军列兵 | 海军列兵 | 海军列兵 | 海军列兵 | 海军列兵 | 海军列兵 |        |        |
| 中国人民解放军空军 ·   | 空军一级军士长 | 空军一级军士长 | 空军一级军士长 | 空军二级军士长 | 空军二级军士长 | 空军二级军士长 | 空军三级军士长 | 空军三级军士长 | 空军一级上士 | 空军一级上士 | 空军二级上士 | 空军二级上士 | 空军二级上士 | 空军二级上士 | 空军二级上士 | 空军二级上士 | 空军中士 | 空军中士 | 空军中士 | 空军中士 | 空军中士 | 空军中士 | 空军下士 | 空军下士 | 空军下士 | 空军下士 | 空军上等兵 | 空军上等兵 | 空军列兵 | 空军列兵 | 空军列兵 | 空军列兵 | 空军列兵 | 空军列兵 |        |        |
| 中国人民解放军空军 ·   | 空军一级军士长 | 空军一级军士长 | 空军一级军士长 | 空军二级军士长 | 空军二级军士长 | 空军二级军士长 | 空军三级军士长 | 空军三级军士长 | 空军一级上士 | 空军一级上士 | 空军二级上士 | 空军二级上士 | 空军二级上士 | 空军二级上士 | 空军二级上士 | 空军二级上士 | 空军中士 | 空军中士 | 空军中士 | 空军中士 | 空军中士 | 空军中士 | 空军下士 | 空军下士 | 空军下士 | 空军下士 | 空军上等兵 | 空军上等兵 | 空军列兵 | 空军列兵 | 空军列兵 | 空军列兵 | 空军列兵 | 空军列兵 |        |        |
| 中国人民武装警察部队 · | 武警一级警士长 | 武警一级警士长 | 武警一级警士长 | 武警二级警士长 | 武警二级警士长 | 武警二级警士长 | 武警三级警士长 | 武警三级警士长 | 武警一级上士 | 武警一级上士 | 武警二级上士 | 武警二级上士 | 武警二级上士 | 武警二级上士 | 武警二级上士 | 武警二级上士 | 武警中士 | 武警中士 | 武警中士 | 武警中士 | 武警中士 | 武警中士 | 武警下士 | 武警下士 | 武警下士 | 武警下士 | 武警上等兵 | 武警上等兵 | 武警列兵 | 武警列兵 | 武警列兵 | 武警列兵 | 武警列兵 | 武警列兵 |        |        |
| 中国人民武装警察部队 · | 武警一级警士长 | 武警一级警士长 | 武警一级警士长 | 武警二级警士长 | 武警二级警士长 | 武警二级警士长 | 武警三级警士长 | 武警三级警士长 | 武警一级上士 | 武警一级上士 | 武警二级上士 | 武警二级上士 | 武警二级上士 | 武警二级上士 | 武警二级上士 | 武警二级上士 | 武警中士 | 武警中士 | 武警中士 | 武警中士 | 武警中士 | 武警中士 | 武警下士 | 武警下士 | 武警下士 | 武警下士 | 武警上等兵 | 武警上等兵 | 武警列兵 | 武警列兵 | 武警列兵 | 武警列兵 | 武警列兵 | 武警列兵 |        |        |
| 北约等级 （NATO code） | OR-9           | OR-9           | OR-9           | OR-9           | OR-9           | OR-9           | OR-8           | OR-8           | OR-7         | OR-7         | OR-6         | OR-6         | OR-6         | OR-6         | OR-6         | OR-6         | OR-5     | OR-5     | OR-5     | OR-5     | OR-5     | OR-5     | OR-4     | OR-4     | OR-4     | OR-4     | OR-3       | OR-3       | OR-2     | OR-2     | OR-2     | OR-2     | OR-2     | OR-2     | OR-1   | OR-1   |